# 柯博文 (其他版本)
本頁面主要介紹了除了G1系列及其附屬世界觀之外的變形金剛系列中、不同世界觀的各種柯博文。

## 動畫系列

### 變形金剛：Car robot（/）
本作是在2001年日本的GALLOP動畫工作室和日本AD SYSTEMS製作的一部變形金剛系列動畫。其中的博派領導人在日版被稱為「火焰柯博文」（Fire Concoy），和原本的「柯博文」（Convoy）名稱不同，但在歐美版本中被當成來自平行世界的柯博文的新形象，依舊翻譯為「Optimus Prime」。日文原文由橋本哲（橋本 さとし）聲演。

此版本中的柯博文變形成一輛消防車，大致上維持紅藍配色的圖裝和頭部造型，但在跟以往總是以擋風玻璃當作胸口的柯博文還是略有不同。在消防車型態的警示燈可以發射出「火閃」（ファイヤーフラッシュ）當作必殺技。一般狀態下，只由消防車的前半部變形成本體，身高數據是5公尺，重達8頓，出力180萬馬力。具有兩種不同的強化模式：
- 超級火焰柯博文（炎の司令官スーパーファイヤーコンボイ，Super Fire Convoy）：柯博文的消防車後半部分拆解成數個部分之後和本體合體後形成，身高6.5公尺，重量15噸，出力250萬馬力，消防車型態的雲梯為其主要武裝。如果是將其中兩個部分變成雙肩上的巨大飛彈艙，提供火力支援的型態則沒有特殊稱呼。
- 超神火焰柯博文（最強司令官ゴッドファイヤーコンボイ，God Fire Convoy）：超級火焰柯博文和超神馬格斯（God Magnus）進行再次合體為最終形態，馬格斯拆解成不同組件組裝在超級火焰柯博文身上。身高7.5公尺，重量為23頓，出力約三百多萬馬力。

#### 2024眾籌版本
在2024年1月30號，孩之寶宣布開始對《變形金剛：Car Robot》的火炎柯博文和超神馬格斯進行HasLab眾籌項目，項目名稱為「超神火焰柯博文」（Omega Prime），包含指揮官級的柯博文、馬格斯、豪華戰將級的藍箭（Bluebolts）。項目截止日期為3月14號，並會視截止時的金額決定其他配件的推出，達到10000人即會推出此產品，達到13000人則會加上原本的巨型大劍「矩陣之刃」（Matrix Blade），達到16000人的話會加上供兩個指揮官級玩具站立的地台。
最後以28230人集資成功，官網售價為9019新台幣，預計在2025年秋季推出。角色的官方網站介紹如下：「兩個情同兄弟的博派至親因命運的安排而分道揚鑣。獲選的柯博文得到領導母體並成為新一代的博派領袖，馬格斯對他滿懷輕蔑及憤恨。馬格斯質疑柯博文不配擁有領導母體，也不配號令博派。戰到正酣之際，雙方合而為一，成為一種新的終極能量合體金剛：至尊金剛。」，由設計師幸日佐志 (HISASHI YUKI) 設計，他也是2000年設計原版玩具的設計師。
眾籌版本的造型和外觀大致上與2001年的版本相似，根據推出方為美國，因此角色定名為「Optimus Prime」而不是「Flame Convoy」，不過玩具本身尺寸較大，等級為指揮官級（Commander Class）。

#### 璀璨至尊（イエロー華麗なるコンボイ／Yellow Splendid Convoy）
璀璨至尊是日版G1世界觀作品中的角色，首次登場在《變形金剛：Legend》（日文：トランスフォーマーレジェンズ）2020年出版的世代精選特刊中，屬於多元宇宙宇宙和平守護組織普萊瑪斯先鋒（日文：プライマスヴァンガード）的一員，女性，持有矩陣手套（マトリクスガントレット），率領黃色軍團，代表光明和女性變形金剛。
該名角色的外觀即是採用了《變形金剛：Car Robot》中火焰柯博文的「超級火焰柯博文」模式，不過她的一般狀態就是超級模式的裝甲外觀。

### 微型三部曲/邪神三部曲
邪神三部曲是對在2000年初由日方主導製作的三部變形金剛電視動畫作品的稱呼，如下所列：
| 播映年分 | 日文原標題 | 中文標題 | 美國標題 | 柯博文美版名稱 | 柯博文日版名稱 |
| -------- | --- | --- | --- | --- | --- |
| 2002     | 超ロボット生命体トランスフォーマー マイクロン伝説                                                                                          | 變形金剛：微型傳說/變形金剛：雷霆艦隊/變形金剛：艦隊系列                                                                                   | Transformers: Armanda | Optimus Prime | コンボイ ，Convoy |
| 2004     | トランスフォーマー スーパーリンク | 變形金剛：超能連結/變形金剛：超能量爭霸戰                                                                                                  | Transformers：Energon | Optimus Prime | グランドコンボイ，Grand Convoy |
| 2005     | トランスフォーマー ギャラクシーフォース | 變形金剛：銀河之力 | Transformers: Cybertron | Optimus Prime | ギャラクシーコンボイ，Galaxy Convoy |
| 註記     | 邪神三部曲是美版的設定，在日版中只有《微型傳說》和《超能連結》是有關連的故事，《銀河之力》是完全獨立制作的新篇章、與前兩作在劇情上和無關。 | 邪神三部曲是美版的設定，在日版中只有《微型傳說》和《超能連結》是有關連的故事，《銀河之力》是完全獨立制作的新篇章、與前兩作在劇情上和無關。 | 邪神三部曲是美版的設定，在日版中只有《微型傳說》和《超能連結》是有關連的故事，《銀河之力》是完全獨立制作的新篇章、與前兩作在劇情上和無關。 | 邪神三部曲是美版的設定，在日版中只有《微型傳說》和《超能連結》是有關連的故事，《銀河之力》是完全獨立制作的新篇章、與前兩作在劇情上和無關。 | 邪神三部曲是美版的設定，在日版中只有《微型傳說》和《超能連結》是有關連的故事，《銀河之力》是完全獨立制作的新篇章、與前兩作在劇情上和無關。 |

在三部作品中，柯博文均有出場，且都有和自身的貨櫃、裝備、或甚至是夥伴進行合體、強化的橋段。

#### 變形金剛：微型傳說
在2002年的微型傳說中初登場，此版本的柯博文在英語版被譯做「Oprimus Prime」，但是在日文版的名稱維持「Convoy」的稱呼。為了與其他系列的柯博文區分，歐美玩家偶稱之為「Armada Prime」，日本玩家則是稱。此外，在Robot Master的官方網頁中則是記為，而在台灣衛視中文台播映時所使用的名稱為「康寶」而非「柯博文」，和其他版本的柯博文不同。聲優為大川透，英文版由蓋瑞‧喬克(Gary Chalk)配音。
此版本的柯博文依照不同的合體強化而有多種模式：
- 柯博文超級模式（コンボイスーパーモード/Convoy Super Mode）：和自身貨櫃合體之後的模式被稱為。
- 天火柯博文（ジェットコンボイ/Jet Convoy/Jet Optimus）：和副司令官天火進行合體之，具備飛行飛行的，天火變形為下半身。
- 馬格斯柯博文（マグナコンボイ/Magna Convoy）：和此版本的馬格斯合體，馬格斯變形成柯博文超級模式下雙肩上火力巨大的槍砲。
- 馬格斯天火柯博文（マグナジェットコンボイ/Magna Jet Convoy）：柯博文、馬格斯和天火三者一起合體，此狀態下由柯博文變形成上半身，馬格斯變形為雙肩增加組件，天火則變形為下半身。

##### 漫畫版
在漫畫作品《變形金剛：艦隊系列》（Transformers：Armada）中，宇宙大帝（Unicron）殺了某一個世界的柯博文，並在他死前送到邪神三部曲的世界，給這個世界的變形金剛作為一個警告。

#### 變形金剛：超能連結
在續作超能連結中雖然也有登場，但是在名稱上有所變化。雖然在英語中依然翻譯為「Optimus Prime」，但是在日文原文中的名稱卻是以「グランドコンボイ」的身分登場，也就是「Grand Convoy」，通常譯為「巨神科博文」。聲優為小西克幸，英文版仍為蓋瑞‧喬克擔任配音，臺灣的配音員則是于正昌。有時為了區分起見，部分網友使用中國網站翻譯的「巨神柯博文」或者是「巨神擎天柱」稱呼之。
在本作中可以和由人類同伴奇克的父親─瓊斯博士為柯博文製造的四架支援機械合體，其平常收納於貨車型態後方的貨櫃中，柯博文和其進行合體後的狀態稱為超級模式。
另外，也可以和本作中的奧米茄（Omega Supreme）合體成為「大力柯博文」（オメガコンボイ）。

#### 變形金剛：銀河之力
在2004年的作品中，在日文原版中是和前兩作無關的人物，稱為「銀河柯博文」，也就是「Galaxy Convoy」，但是在美版中，將其視作前兩作的同一人物的延續升級版本，因此保持翻譯為「Optimus Prime」。在本系列中另外出現了另外四位「Convoy」，作為其他賽博坦殖民地的領導者，請見《變形金剛：銀河之力》。
此版本的柯博文變形為一輛特殊的高科技消防車，能夠變成飛行形態，強化零件能組合成砲台。此版本的柯博文平時會露出臉部，只有在三種強化形態下才會升起口罩：
- 超級柯博文（Super Mode）：

在人型模式下能可以和自己的消防車後半部分合體成為「超級柯博文」。
- （ライガーコンボイ，Liger Convoy）：

與（Liger Jack）所變形而成的強化手腕作連結成為獅虎柯博文。東森版則將「獅虎」譯為「獅王」。
- 音速柯博文（高速機動総司令官 ソニックコンボイ，Sonic Convoy）：

可與音速邦帕（Sonic Bomber）所變形而成的裝甲作連結成為「音速柯博文」。
聲優為楠大典，英文版依舊由蓋瑞‧喬克擔任配音，臺灣的配音員則是官志宏。

### 變形金剛進化版（Transformers: Animated）
登場於變形金剛進化版的柯博文變形為一輛消防車的卡車頭，不過此版的卡車線條較流線。且不同於其他版本的柯博文皆是已經擔任好一陣子的總司令官職位，進化版的柯博文是一位剛到任的年輕隊長，其部下是一批太空橋維修組員，而非戰士。此版本採取面罩可以開閉的設定，武器是雙刃戰斧，整體角色造型較偏向少年悍將似的風格。
其配音員為大衛‧凱耶（David Kaye），日版為高橋廣樹，台灣則由康殿宏擔任。

### 聯合宇宙世界觀（Aligned continuity）
聯合宇宙世界觀是孩之寶在2010年代推動的一個概念，目的是希望將變形金剛的相關作品整合在同一個世界觀中。此世界觀包含四部動畫作品、兩部電玩作品和一些小說、一部設定集，如下表所列。柯博文在全部作品中均有出場。
| 年份      | 標題                                                              | 性質     |
| --------- | ----------------------------------------------------------------- | -------- |
| 2010      | 《變形金剛：賽博坦之戰》(Transformers: War For Cybertron)         | 電玩遊戲 |
| 2010      | 《變形金剛：征途》(Transformers: Exodus)                          | 小說     |
| 2010~2013 | 《變形金剛：領袖之證》(Transformers Prime)                        | 電視動畫 |
| 2011      | 《變形金剛：流亡》(Transformers: Exiles，台灣未出版)              | 小說     |
| 2011~2016 | 《變形金剛：救援機器人》(Transformers: Rescue Bots)               | 電視動畫 |
| 2012      | 《變形金剛：賽博坦的殞落》(Transformers: Fall Of Cybertron)       | 電玩遊戲 |
| 2013      | 《變形金剛：普萊瑪斯聖約》(Transformers: The Covenant of Primus)  | 設定集   |
| 2014      | 《變形金剛：懲罰》(Transformers: Retribution)                     | 小說     |
| 2014      | 《變形金剛：暗火崛起》(Transformers: Rise of the Dark Spark)      | 電玩遊戲 |
| 2014~2020 | 《變形金剛：領袖的挑戰》(Transformers: Robot In Disguise)         | 電視動畫 |
| 2019~2021 | 《變形金剛：救援機器人學院》(Transformers: Rescure Bots Accademy) | 電視動畫 |

#### 變形金剛：賽博坦之戰
最早在此電玩作品中出現了此版本的柯博文。其造型和先前的各種版本上不太一樣，維持紅藍配色、頭部兩測的天線和口罩等設定，但是體格較為粗壯。變形為一輛賽博坦車輛。本作是繼真人電影後，再次由G1的配音員彼得‧庫倫聲演變形金剛作品中的柯博文。
在此作中，柯博文一如往常擔任博派的領導者，武器包括經典的能量斧頭和等離子爆彈槍（Ion Blaster），不過因為本作的設定，玩家可以讓柯博文使用多種不同的火炮。

#### 變形金剛：領袖之證
在本作中的造型接近電影版和進化版的混合體，載具型態為跟電影版類似的美式貨車，不過在第三季時因為受到強化影響，造成部份數據初始化的關係，所以令過去掃瞄的載具型態無法使用，因此重新掃瞄由富勒特工委託軍方開發的最新型全地形型用戰鬥車輛。作為博派領袖，個性沉著，不苟言笑。同樣由彼得‧庫倫配音。平時會露出口部，在戰鬥時才會閉上面罩。武器是由雙拳伸出的鐳射槍和軍刀，以及之後十三祖遺留的星辰劍，在第三季的強化型態時增加了一門八管式格林機關槍，平時收納在背部，並增加了背部的噴射飛翼，增加了飛行的能力，並能從全地形車的載具型態發射飛彈。同樣由彼得‧庫倫聲演。
在劇中揭露，原為奧利安．派克斯（Orian Pax），是一名資料管理員，後被密卡登的理想吸引而成為好友，但最後因理念不合而決裂。之後被最高議會（High Council）選為新領袖，並取得獲得了領袖矩陣才成為柯博文（Optimus Prime）。
第一季最後在阻止尤尼克隆的行動時釋放領袖矩陣的力量封印其意識，但卻失去了所有作為柯博文時的記憶並被密卡登帶走。在第二季時由傑克透過矩陣神力之鑰能量傳輸成功並恢復記憶。第二季完結時獨自留守在基地，隨後基地被一片火海吞噬，受到重創。後來因煙幕搶救而勉強甦醒，後來彌留之際將至尊的位置交給煙幕，同時火種熄滅。最後被煙幕救活並且身體強化，強化後的版本在日版玩具則改成「Hunter Optimus Prime」。在最終戰時與密卡登戰鬥並一度壓倒對方，最後被對方反撃並打落在終極之鎖邊緣上之際被大黃蜂救回，最後帶領博派回到賽博坦。
在本作的完結劇場版中，在對抗尤尼克隆之後，因為火種源已經和自身火種融合，所以為了讓火種源重回賽博坦核心，以自我犧牲的方式進入賽博坦核心、讓賽博坦再次恢復生機。

#### 變形金剛：賽博坦的殞落
在2012年的電玩續作《賽博坦的殞落》中，柯博文的設定和前作維持一致，同樣由彼得‧庫倫聲演。

#### 變形金剛：領袖的挑戰
在作為領袖之證的續作的《領袖的挑戰》中揭露，柯博文在最後雖然犧牲了，但是其實並未真正死去，而是在一個至尊空間、受到微米至尊（Micronus Prime）的訓練，在第一季不時顯示各種幻想給大黃蜂，直到第一季最末集為了對抗密卡托納斯回歸。
造型和前作差異較大，較為修長，不過其經典的紅藍配色到是沒變，在回歸後期過再次強化而變得較為粗壯，並且有飛行能力。武器為一隻大劍，在第三季和迷你金剛合體後頸部後方出現雙管能量砲並增加額外裝甲和翅膀。變形成一量充滿未來風格的卡車，包含車廂的部分。另外，本作也是少數柯博文不再擔任博派領導人的作品，賽博坦由最高議會統治，在地球上柯博文也不干涉大黃蜂的指揮權，而是獨自帶領另一隻小隊。同樣由彼得‧庫倫聲演。
在第二季在地球上率領另一批博派隊員活動，和大黃蜂小隊分開。在之後則以自己的一艘太空船為主要據點。率先發現賽博坦最高議會有異狀的人，因此和自己的一些老手下合作調查。在格威龍（在本作中是與密卡登無關的合體金剛）被擊敗後成立新的最高議會。

### 變形金剛：Cyberverse（Transformers: Cyberverse）
在2018年的動畫版中，柯博文的體型貼近做美術風格而較為誇張化，但依然保有有經典的紅藍配色塗裝，變形為一輛半聯結式平頭卡車。武裝包含經典的等離子爆彈槍（Ion Blaster）、右手內建的能量斧，還可以透過生成一面由能量構成、透明藍色的博派標誌形狀盾牌。首度由傑克‧福希（Jake Foushee）聲演。
個性高尚，有點過度死板，在戰爭時期是很好的領袖，但是不太上常應對歡樂的場合，不過也顯示過其幽默的一面，甚至在方舟號的派對上跳舞過。
在戰前曾經是密卡登的朋友，負責替密卡登撰寫公開講稿，但是在後來分裂，並在鈦師傅死亡時被交與領袖矩陣。在之後將火種源透過太空橋拋出賽博坦，並組織了一隻船員，前往宇宙間尋找火種源，並在能量耗盡實命令所有船員進入休眠狀態。在方舟墜毀在地球後，在第一季第18集〈噴發〉中和其他人一起被大黃蜂、風刃、鋼鎖喚醒，並再次指揮博派，對抗狂派。在第二季持續和狂派的交戰，並一度被火種源守護者黃豹引入和密卡登之間的決鬥，也目睹天王星偷走火種源。之後在天王星同時對兩派的攻擊時，啟用領袖矩陣的力量擊敗天王星，之後便率領博派啟程返回賽博坦。在第三季一開始事先預料到狂派的攻擊而提早讓大家在方舟被摧毀前下船，並在接下來的大戰中主要和密卡登對峙，並在最後密卡登被吞噬時，阻止影襲者去救他。在之後的昆特紗入侵劇情中沒有太多表現，並在幻覺中在遊行中央接受大家的喝采，直到被感應者喚醒。對於從平行宇宙歸來的密卡登持有領袖矩陣感到震驚，並在收到矩陣中的煉金至尊的啟示後，指揮前往狂派領地破壞，不過卻也以外得知黑暗密卡登一事。在第一部電視電影〈防盜靜置裝置〉中做為博派代表，和影襲者簽下和平條約，而在第二部〈完美狂派〉中，在本系列大結局跟大黃蜂、羅德、風刃、影襲者道別，表示自己不會繼續擔任領袖，因為相信他們可以照顧好這顆星球。

### 變形金剛：賽博坦大戰三部曲（Transformers: War For Cybertron Trilogy）
在由NETFLIX製作、在2020年上限的賽博坦大戰三部曲中，柯博文的形象和其在G1動畫中的形象類似，但是在背部多了一片蓋板，符合其在第一部曲《圍城》所推出玩具形象。和Cyberverse一樣由傑克‧福希聲演。武裝除了離子爆彈槍以外還有一柄斧頭。變形成一部賽博坦卡車。
該作中的柯博文的個性顯得比較暴躁，不太具有耐心，但相對來說更有情感、幽默感。在過去和馬格斯、密卡登三人同為鈦師傅的學生，之後柯博文被分配到了領袖矩陣，馬格斯則負責保管鈦師傅協定（Alpha Trion Protocal）。但即使被前任擁有者親自交付，本作中的柯博文還是時常對自己究竟是否有資格持有領袖矩陣、乃至於各種決定都抱有自我懷疑，特別是在《圍城》的結尾中，他將火種源扔出賽博坦的這個決定後。在第二部曲《地球崛起》時，領袖矩陣一度被密卡登奪走。在第三部曲《王國》的末段時出現了未來被尤尼克隆奴役、改造強化過的報應至尊（Nemesis Prime），動畫模組和柯博文一樣，不過全身以黑色為主色。
此版本也是繼G1動畫和《變形金剛進化版》以後最直接描述柯博文和艾莉塔的情感關係的一部作品，從台詞間可以知道，他們過去分別是奧萊恩‧派克斯（Orian Pax）和艾瑞兒（Ariel），是之後才成為現在的柯博文與艾莉塔，本部作品也多次描繪艾莉塔和柯博文之間的親密，包括艾莉塔決定留在賽博坦、和前往尋找火種源的柯博文分離時曾提過「這不是我們想像的二人生活」，且本作中多次將艾莉塔呈現為柯博文「最重要的人」，在最後一集更直接讓艾莉塔對柯博文說出：「‧‧‧我會永遠愛你。」（...I will always love you.）的台詞。

#### 玩具
在玩具方面，雖然在劇中的柯博文始終保持同樣的狀態，但是卻有多款不同造型的玩具推出。
- WFC-S11[14]，巡弋級玩具（Voyage Class），造型接近其在《圍城》中的造型。
- WFC-S40[15]，無敵戰將級玩具（Leader Class），玩具名稱為「銀河升級柯博文」（Galaxy Upgrade Optimus Prime），由馬格斯的模具進行部分改模而來，造型上非常接近銀河之力中、銀河柯博文的樣子，此造型的柯博文在IDW出版社於2019年重啟的漫畫中出現。
- WFC-E11[16]，無敵戰將級玩具，配合後續的第二部曲《地球崛起》推出，為全新的模具，帶有貨櫃，變形成類似G1系列的地球卡車，儘管本造型在動畫中完全沒有出現過。
- 網飛配色版[17]，巡弋級玩具，以圍城的模具重新塗裝，配色完全還原動畫中的形象，並新增透明黃色的能量武裝。
- WFC-K1[18]，核心級玩具（Core Class），變形成地球卡車。
- WFC-K11，無敵戰將級玩具，配合第三部曲《王國》推出，將WFC-E11重新包裝，除此之外並沒有其他變化。

### 變形金剛：地球火種（Transformers: EarthSpark）
在2022年播出的系列中，柯博文由艾倫‧圖戴克（Alan Tudyk）聲演，日文版則由G1版玄田哲章擔任聲優。此版本的柯博文變形為一輛曳引車，比較接近領袖之證的版本。口罩蓋板的設定是會在戰鬥時閣上，平時則會露出臉部，五官也比較接近人類臉孔，有鼻子。武器的部分有等離子爆彈槍和能量斧，能量斧的型態多變，可以是從雙臂中直接伸出、代替拳頭的位置、也可以是兩隻手持的短斧，也曾經以一隻手持長柄斧的狀態和天彎、新星風暴對戰過。在故事開始時胸口中已經有領袖矩陣，根據其在第六集的台詞他是被至尊選中後賜予這項重要的聖物。
個性上較為溫和，對眾人都相當寬容，不過也呈現出其在戰爭結束後比較手足無措的樣貌。對主角馬爾托一家相當信任，但是對於和人類合作的組織G.H.O.S.T則保留態度，雖然相當配合其行動、但是不完全信任。

### 變形金剛：源起(Transformers One)
在2024年即將上映的電影中，重新詮釋了賽坦前社會。此版本的柯博文以奧利安‧派克斯(Orian Pax)的身分出場，一開始和D-16（後來的密卡登）同為賽博坦地底的低階勞工機器人，甚至沒有配備變形齒輪，在電影中段劇情才被鈦師父所給予後獲得變形能力、身體外觀也出現變化。
此世界觀之下的奧利安‧派克斯維持經典的紅藍色塗裝，臉部沒有口罩，胸口的擋風玻璃是一整片而不是分成左右兩片，在獲得變形齒輪後起初上不太習慣變形，後來才逐漸習慣變形為賽博坦平頭曳引車的方式。由克里斯‧漢斯沃（Chris Hemsworth）聲演。

## 真人電影系列

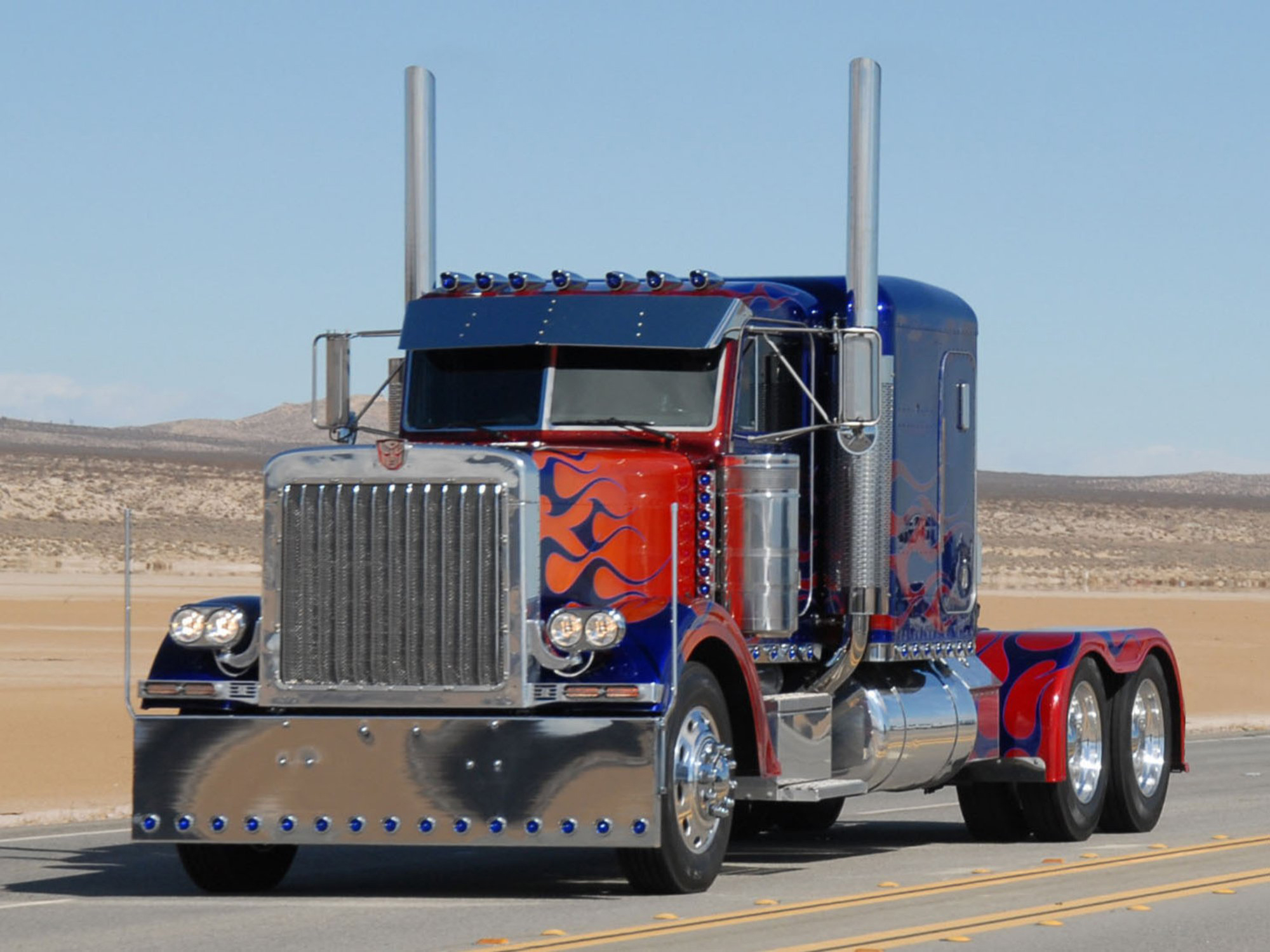
真人電影版柯博文是變成成為Peterbilt 379卡車

在2007年開始的真人系列電影中，美國版本邀請到了在G1動畫中替柯博文配音的演員彼得·庫倫來回歸演出，也開啟了他再次聲演柯博文的序幕，日文版也同樣請原來G1系列中柯博文的日文配音玄田哲章來擔任演出。截至2023年為止，七部真人電影全都由彼得‧庫倫配音。

### 變形金剛（Transformers）
2007年首部真人電影版中，柯博文和鐵皮（Ironhide）、飛輪（Ratchet）、爵士（Jazz）等其他博派同伴一樣，在收到大黃蜂的訊號後，先以隕石模式砸到地球上，並掃瞄了Peterbilt 379曳引車作為載具模式。此版本的柯博文在外觀上和先前的所有系列都有著相當的差異，不過其一些經典的特徵還是有維持住，像是藍色紅色的塗裝、擋風玻璃形成的胸口、頭部側邊的兩片天線等等，但是身形變更加修長，而且相當具有機械感。此版本的柯博文面罩可以開閉，通常在戰鬥的時候會戴上面罩。身為博派變形金剛的領導者，在大黃蜂發出訊號之後率眾來到地球與山姆（Sam Witwicky）會面，並與狂派展開爭奪火種源的決戰，最終由山姆趁機將火種源塞進密卡登胸口而將其擊敗。在本集片尾由柯博文的獨白作為電影結尾成為系列傳統。

### 變形金剛：復仇之戰（Transformers: Revenge of the Fallen）
2009年電影續集變形金剛：復仇之戰中，柯博文的造型、載具、設定、配音等等都和前作維持一致。
在本集開頭顯示，柯博文在上集結尾後發出星際通訊、召喚博派金剛之後，在這兩年間一直和美國軍方保持合作，成立由博派變形金剛和人類合作對抗狂派的部隊「巢穴部隊（N.E.S.T）」，人類部分由前作軍人角色藍尼領軍。在電影中段，為保護山姆而被復活的密卡登、天王星（Starscream）、碎壓（Grinder）等三名狂派圍攻，之後被密卡登偷襲、從身後轟穿胸口而死。後來山姆在埃及將領袖矩陣（Matrix of Leadership）插在胸口而再度復活，並在矩陣被墮落金剛奪走後、獲得倒戈狂派天火的零件，獲得強大的力量與飛行能力，最後殺死身為狂派領袖與七名至尊金剛之一的墮落金剛獲得勝利。此版本的柯博文在本籍才獲得領袖矩陣。

### 變形金剛3（Transformers: Dark of the Moon）
其外觀設定、載具和前兩部電影相同，都是變型成Peterbilt 379 型曳引車，不過在本集拖載了一個貨櫃，貨櫃能夠變型成一座圓型的武器架，上方放滿著供柯博文使用的武器，以及在電影後期使用的飛行背包。
本作首次出場式和博派及其他軍方同伴根據烏克蘭地區的訊號前來調查，卻在車諾比核電站遺址發現了很早以前在博派狂派大戰時離開賽博坦星的方舟母艦的零件，並遭遇了狂派成員震盪波（Shockwave）和他的魔獸鑽動獸（Driller）襲擊，不過最後還是成功拿到零件。不過柯博文對人類向他隱瞞了方舟的情報很生氣，之後美國國家情報總監夏洛特坦誠多年前阿波羅11號登陸月球就發現了墜毀的方舟，之後柯博文和其他博派去月球後，找到了在待機狀態的博派的前任領袖、柯博文的導師─御天至尊（Sentinal Prime），並且把御天至尊和他身邊的5個柱狀物帶回了地球。之後柯博文用前一集取得的領袖矩陣喚醒了御天至尊，並自願交出領袖矩陣、將領導地位還給御天至尊，但是御天至尊卻推辭了。後來御天至尊露出真面目、殺死了鐵皮並帶著5個能量棒逃跑後，柯博文追上御天至尊，並對其質問，但在交戰中被御天至尊擊敗，不過並未被殺死。
在人類同意狂派條件、要求博派立刻離開地球以避免激怒狂派時，和其他博派成員一起登上飛船「蒼耳號」，因為躲在燃料倉理而躲過天王星的轟炸。之後再次以自由身分和軍方合作在芝加哥開始反擊，並在鑽地獸出現時穿上飛行背包將其消滅，但之後被纏於大樓鋼纜之間，直到被同伴剪斷鋼纜後再次返回主戰場，消滅當時的大量狂派和震盪波本人。在最後和御天至尊再次交戰，右臂被其砍斷、但是被反間的密卡登趕到後打亂戰局、並重創御天至尊，柯博文脫離險境後先後擊殺了密卡登和御天至尊。最終博派與軍人匯合到一起，柯博文說地球將永遠都是人類和他們的家園。

### 變形金剛4：絕跡重生（Transformers: Age of Extinction）
在2014年的作品中，柯博文的造型上有著相當大的變動。其在電影開場時掃描一輛接近G1動畫型態的Marmon 1973款軍事拖板車，其機器人型態也相應改變造型，但大致上與前三作然仍相似，但是在電影中段又掃描了西部之星重型流線型4900幻影定製卡車後，其造型有非常大的變動，相較前三部更接近人體骨架，也取消了經典的胸前擋風玻璃，身上有看不到輪胎，唯一可見的車輛零件式肩膀後方的煙囪。武器在一開始為一把散彈槍，中期為兩把袖劍，在後期為一把劍與槍盾。
自4年前芝加哥一戰之後，柯博文帶領博派離開了山姆，並繼續執行堅守地球的任務。因為芝加哥一戰後他發覺「墓風」部隊獵殺變形金剛的陰謀，便試圖向博派發出警告，遭到偷襲身負重傷後只好掃描成破舊退色的Marmon 1973款軍事拖板車以隱人耳目，之後被當成廢鐵賣給凱德，並被後者修好。載眾人逃脫時又掃描了西部之星重型流線型4900幻影定製卡車。在得知飛輪遇害後率領博派闖入KSI破壞，後來撤退時被格威龍（Galvatron）狙擊並被地獄獵人（Lockdown）偷襲、俘虜，但很快就被博派救出且奪取小型船艦脫逃，但被格威龍射中因此掉入深山。在深山中馴服了機器恐龍鋼鎖（Grimlock），擊退人造變形金剛大軍。跟地獄獵人單挑時一度不敵、被自己的劍插入胸口後，地獄獵人卻被伊格及大黃蜂聯手攻擊，在伊格險被地獄獵人殺害時用劍刺穿地獄獵人的胸口。之後帶著種子飛向宇宙深處找尋創造者，並吩咐博派金剛留在地球上。

### 變形金剛5：最終騎士（Transformers: The Last Knight）
在2017年的作品中維持前作的造型，和設定，不過在本片中變形甚少。
在離開地球後開始尋找有關造物主的真相，但遭到造物主控制而成為報應至尊（Nemesis Prime）並回到地球，被大黃蜂阻止而與其展開激戰。與密卡登一樣被造物主在臉上留下紅疤，成為造物主的傀儡。與第四部不同，稱呼造物主為「Maker（製造者）」，並不是上集中和地獄獵人一樣稱之為「Creators（創造者）」。

### 大黃蜂（Bumblebee）
在2018年的重啟作品中，柯博文的造型有巨大的變化，變得更加接近G1動畫中的造型，雖然還是有大量的機械零件的細節，但是整體來說變得比較方正。變形成一輛平頭聯結車，武裝是經典的等離子爆彈槍（Ion Blaster）。同樣由彼得‧庫倫聲演。
在電影一開始的賽博坦大戰中出現，顯示出其造型的變化，並化解了當下博派被圍攻的困境，之後命令眾人前往逃生艙離去。之後在片尾以紅藍色半聯結卡車的形態出現在橋上、和大黃蜂會合。

### 變形金剛：萬獸崛起（Transformers: Rie of the Beasts）
在2023年上映的新作中，維持2018年作品的外觀設定，變形成一輛1987年款的Freightliner FLA 聯結車，不過卡車型態增加了巨大的防撞桿。其武裝增加了先前版本的電熱刀，並增加了一把經典的斧頭，但是反而2018年版本的槍械並未配置，改成內建在手臂中的手炮。
在本作中，因為上一集將博派帶來地球無法返回賽博坦的決定而感到悔恨，情緒變得相當暴躁，而且對人類極度不信任。

## 漫畫

### Dreamwave世界觀
博派的領導人，警戒至尊戰死於一場與密卡登的戰鬥之後，一位名為奧普托尼斯（Optronix）的資料管理員被長老議會（Council of Ancients）召見並任命他為新一任的至尊，同時將母體託付給他，此時奧普托尼斯便進化成為了柯博文。

### IDW（2005~2019）
在IDW出版社2005開始連載的版本中，柯博文原本叫做奧利安．派克斯（Orion Pax），是一個治安官，作風強硬、手段大膽，領有不少勳章，變形成一輛賽博坦卡車，可以掛上後車廂當作運囚車，並且和當時深受還是議員、並且保有情感的震盪波（Shockwave）的賞識。在一次看守對犯人施暴的事件中看到了長老議會的腐敗後，衝到議會面前指責其暴行。當密卡登擊殺警戒至尊、帶領狂派對抗長老議會時，奧萊恩與其聯手將長老議會剷除，但最終遭到背叛、掉到深淵。結果找到了傳說中的領袖矩陣，成為新一代領袖柯博文並喚醒基地金剛猛大帥反擊狂派。之後便是長達400萬年的戰爭，過程中他曾經無數次的被密卡登逼到瀕臨死亡、也無數次將對方置於險境。在博派和狂派的戰爭結束之後一度離開賽博坦，將賽博坦交由民選議會統治，他自己則在地球上活動，阻止格威龍率領的狂派殘黨對地球的侵略。之後為了避免天王星發動對地球的遠征，將地球納入賽博坦帝國中，並因此陷入了賽博坦與眾殖民地之間的政治糾葛。在最後與特種部隊、太空騎士的其他IDW漫畫系列的連動篇章中，面對尤尼克隆對地球的入侵，以自我犧牲的方式與其同歸於盡。

### IDW（2019~2022）
在IDW於2019年重啟的版本中，柯博文的設定原本是議員，並且和同為議員的密卡登是好友，但並不認同他的理念。在前任博派領袖御天至尊死後繼承領袖矩陣。

### Skybound
在Skybound於2023年開始的漫畫世界觀超能量宇宙中，柯博文目前的形象和G1中極度接近，具有慈悲大愛的精神，對待眾生相當平等，同事時具有強大的進佔能力和反應速度。在漫畫中，一度將右手扯下當作武器，之後在飛輪的危機處理之下，換上密卡登裝有融合炮的右臂。

## 其他

### 變形金剛：宇宙系列
Spy Changer世界的柯博文
宇宙系列版本的柯博文來自一個只有Spy Changer的平行世界，因此他的身材較其他版本的柯博文來的小。這個版本的柯博文玩具採用了重塗成黃色的Spy Changer版Fire Convoy。
另一位柯博文
在某一個平行世界的柯博文被撒克巨人所殺之後，他的屍體被宇宙大帝複製並改造成天罰邪尊。

### Shattered Glass
在BotCon2008的會場限定漫畫Shattered Glass中登場於一個善惡顛倒的鏡面世界中率領著邪惡博派軍團進行征服宇宙的邪惡柯博文。通常碎鏡宇宙的柯博文會以紫色為主要色調，平時藍色的部分改成深藍色，並且有綠色的擋風玻璃。

## 備註
- 於《銀河原力》登場的尼多羅柯博文（Nitro Convoy）、普雷姆柯博文（Flame Convoy）、萊普柯博文（Live Convoy）、梅卡羅柯博文（Megaro Convoy）在網路上的通用譯名分別為極速柯博文、火龍柯博文／闇焰柯博文、躍動柯博文、巨王柯博文。相關記述請參閱「變形金剛：銀河原力」條目。

- 自2007年電影版以後柯博文之日本名稱皆使用英文原名「Optimus Prime」。

## 資料來源
1. ↑  ,   [2024-01-31], （原始内容存档于2024-01-31） （中文（中国大陆））
2. 1 2 3  . Hasbro Pulse.   [2024-04-28] （中文）.
3. ↑  ,   [2024-04-28], （原始内容存档于2024-04-28） （中文（中国大陆））
4. ↑  Transformers: Armada #14 "Worlds Collide, Part 1", Dreamwave Productions, 2003 August 13.
5. ↑  ,   [2023-08-06], （原始内容存档于2023-04-20） （中文（中国大陆））
6. ↑  Arem, Keith; Bosch, Johnny Yong; Riegel, Sam, , Hasbro, High Moon Studios, Next Level Games, 2010-06-22  [2023-08-06], （原始内容存档于2023-04-25）
7. ↑  ,   [2023-08-06], （原始内容存档于2023-08-06） （中文（中国大陆））
8. ↑  Arem, Keith; Huxley, Neil; North, Nolan, , Hasbro, High Moon Studios, Mercenary Technology, 2012-08-21  [2023-08-06], （原始内容存档于2023-08-06）
9. ↑  ,   [2023-08-06], （原始内容存档于2023-08-06） （中文（中国大陆））
10. ↑  Levy, Jeremy; Foushee, Jake; Isabella, Sophia, , Allspark Animation, Boulder Media, Hasbro Studios, 2018-09-01  [2023-08-06], （原始内容存档于2023-08-06）
11. ↑  ,   [2023-08-06], （原始内容存档于2023-07-14） （中文（中国大陆））
12. ↑  Marnocha, Jason; Todaro, Frank; Foushee, Jake, , Rooster Teeth Animation, Polygon Pictures, Entertainment One, 2020-07-30  [2023-08-06], （原始内容存档于2023-06-23）
13. ↑  ,   [2023-08-06], （原始内容存档于2023-08-06） （中文（中国大陆））
14. ↑  ,   [2023-08-06], （原始内容存档于2023-08-06） （中文（中国大陆））
15. ↑  ,   [2023-08-06], （原始内容存档于2023-08-06） （中文（中国大陆））
16. ↑  ,   [2023-08-06], （原始内容存档于2023-08-06） （中文（中国大陆））
17. ↑  ,   [2023-08-06], （原始内容存档于2023-08-06） （中文（中国大陆））
18. ↑  ,   [2023-08-06], （原始内容存档于2023-08-06） （中文（中国大陆））
19. ↑  ,   [2024-04-23], （原始内容存档于2024-07-31） （中文（中国大陆））
20. ↑  . IMDb.   [2023-08-01]. （原始内容存档于2023-07-30） （美国英语）.
21. ↑  . MotorTrend. 2023-06-13  [2023-08-01]. （原始内容存档于2023-08-01） （英语）.
22. ↑  Official Transformers Collectors Convention 2004 Live-Action Script Reading, 2004 July 31.
23. ↑  Transformers Fanclub #3 "Balancing Act, Part 2", Hasbro Transformers Collectors' Club.